# Cistene (Licia)

Aspecto de Licia y situación aproximada de algunas de sus principales ciudades, junto con las regiones vecinas.

Cistene (en griego antiguo: Κισθήνη) fue una ciudad de la antigua región anatolia de Licia.
Se desconoce su situación exacta, pero probablemente se hallaba en la zona central de la costa licia.